# Henriette Müller (Schauspielerin)
Henriette Müller (* 23. Mai 1980 in Berlin) ist eine deutsche Schauspielerin.

## Leben
Müller ist die Tochter eines Außenhandelskaufmanns und einer Lehrerin. 1986 zog die Familie für ungefähr sechs Jahre nach Peking; drei Jahre nach der Wende kamen sie zurück nach Berlin. Müller war von 1993 bis 1999 festes Mitglied des Theaterensembles The Wild Bunch.
2002 spielte sie in dem Kurzfilm Schlüsselkinder ihre erste Filmrolle an der Seite von Tom Schilling. Es folgten mehrere Kurzfilme. Im Jahre 2005 absolvierte sie ihre erste Kinohauptrolle in dem Film Prinzessin, der mehrfach ausgezeichnet wurde. 2009 drehte sie in München den Thriller Die Muse.

## Filmografie
- 2002: Schlüsselkinder (Kurzfilm)
- 2003: Der kleine See und das Meer
- 2004: Kurz – Der Film
- 2004: Weihnachten auf Eis (Kurzfilm)
- 2005: Schulmädchen (Fernsehserie, Folge Hilfe, ich bin lesbisch)
- 2005: Der Elefant – Mord verjährt nie (Fernsehserie, Folge Mörder meines Bruders)
- 2006: Prinzessin
- 2006: Knallhart
- 2006: Rabenbrüder
- 2007: Deutschland deine Lieder (Kurzfilm)
- 2007: Das leichte Leben (Kurzfilm)
- 2008: Aus der Haut (Kurzfilm)
- 2008: KDD – Kriminaldauerdienst (Fernsehserie, Folge Scham)
- 2008: Berlin Calling
- 2009: Chaostage – We Are Punks!
- 2009: Lila, Lila
- 2011: Die Muse
- 2011: SOKO Köln (Fernsehserie, Folge Die falsche Frau)
- 2012: Mutter muss weg (Fernsehfilm)
- 2012: Auslandseinsatz (Fernsehfilm)
- 2013: Global Player – Wo wir sind isch vorne
- 2014: Tatort: Im Schmerz geboren (Fernsehreihe)
- 2015: Ellas Entscheidung (Fernsehfilm)
- 2016: Der Kriminalist (Fernsehserie, Folge Rabenmutter)
- 2017: Kommissarin Heller: Verdeckte Spuren (Fernsehreihe)
- 2017: Der Kriminalist (Fernsehserie, Folge Die offene Tür)
- 2018: Der Bergdoktor (Fernsehserie, Folge Finale Klarheit)

## Auszeichnungen
- 2006: First Steps Award für Prinzessin
- 2007: First Steps Schauspielpreis (Nominierung)